# Une femme en péril
Pour plus de détails, voir Fiche technique et Distribution.
Une femme en péril (The House on Carroll Street) est un film américain réalisé par Peter Yates et sorti en 1988.

## Scénario
A New York, en 1951, Emily Crane journaliste au magazine Life, perd son emploi après avoir refusé de livrer des noms devant le Comité des Activités Anti-Américaines. Elle se retrouve lectrice chez une vieille dame, Miss Venable, où elle surprend une conversation mystérieuse avec un réfugié allemand. Avec l'aide de l'agent Cochran, elle va bientôt mettre au jour un réseau d'anciens nazis...

## Fiche technique
- Titre original : The House on Carroll Street
- Réalisateur : Peter Yates
- Producteurs : Peter Yates, Robert F. Colesberry
- Producteurs exécutifs : Robert Benton, Arlene Donovan
- Scénario : Walter Bernstein
- Musique : Georges Delerue
- Directeur de la photographie : Michael Ballhaus
- Montage : Ray Lovejoy
- Décors : Stuart Wurtzel
- Distribution : Orion Pictures
- Genre : Thriller
- Durée : 101 minutes
- Langue : anglais
- Date de sortie France : 27 avril 1988

## Distribution
- Kelly McGillis (VF : Maïk Darah) : Emily Crane
- Jeff Daniels (VF : José Luccioni) : agent Cochran
- Mandy Patinkin (VF : Patrick Floersheim) : Salwen
- Jessica Tandy : Miss Venable
- Brian Davies : Warren

 Source et légende : version française (VF) sur RS Doublage